# Columbia Broadcasting System
 Denne artikel omhandler en amerikansk radio- og tv-station. For andre betydninger af "CBS", se CBS.
CBS (tidligere kendt som Columbia Broadcasting System), er et af de største tv- og radionetværk i USA. Radiostationen gik i luften i 1927 og tv-stationen i 1939.